# Теория звукоподражания
Теория звукоподражания или ономатопическая теория, шутливое название теория «гав-гав» (англ. Bow-wow theory) — одна из теорий происхождения языка, согласно которой язык возник в результате подражания человеком звуковым и незвуковым признакам называемых объектов (звукоподражание и звукосимволизм), реальным звукам природы.

## Основные теоретики
Одними из первых подобную теорию выдвинули Демокрит и Платон, а также ряд стоиков, утверждавшие о существовании отприродной связи между звучанием и значением слова: человек, по их словам, в ранние периоды развития подражал звукам окружающего мира (крики птиц и зверей, шум воды и грома). В любом языке есть определённые звукоподражательные слова (мяу-мяу, гав-гав, кря-кря, дзинь-дзинь, кап-кап и т.д.) и производные от них (мяукать, гавкать, крякать, капать и т.д.), хотя звукоподражательные слова приблизительно передают звуки окружающего мира. Стоики, в частности, полагали, что для предметов и явлений, которые не звучат,, важно собственно воздействие на чувства (мягко, жёстко, грубо и т.д.). Согласие ощущения вещи с ощущением звука называлось «колыбелью слов».
В дальнейшем эту теорию развивали Августин Блаженный, Готфрид Лейбниц, Шарль де Бросс, Жан-Жак Руссо и Иоган Готфрид Гердер. Лейбниц, в частности, считал, что образование слов — результат соединения звучания окружающих вещей, предметов и явлений; психических впечатлений от вещей и их звучания; собственно подражания звучанию. Он делил звуки на «сильные и шумные» и «мягкие и тихие», вызывающие соответствующие представления, которые формировали звуковую оболочку слова.

## Критика
Шутливое название «гав-гав» теории звукоподражания дал Макс Мюллер, который критически относился к ней и считал крайне ограниченной. Слабым местом теории был тот факт, что теория предсказывала большое количество ономатопоэтических слов в языках примитивных социумов, хотя их число в языках современных социумов и языках первобытных народов в целом примерно одинаково. Сопоставление звукоподражаний различных языков также разрушало состоятельность этой теории.
В целом теория не выдерживала почти никакой критики, но ряд исследований XX и XXI века дали основание считать, что звукоподражание и звукосимволизм играли наряду с жестом важную роль в возникновении и развитии языка.